# Queichheim
Queichheim ist ein Stadtteil von Landau in der Pfalz in Rheinland-Pfalz. Er zählte im Dezember 2022 insgesamt 3.539 Einwohner (Bevölkerung mit Hauptwohnsitz), womit er den bevölkerungsmäßig größten eingemeindeten Ortsteil darstellt. Bis 1937 war er eine selbständige Gemeinde.

## Geographie
Queichheim befindet sich unmittelbar östlich der Kernstadt, mit der es baulich inzwischen zusammengewachsen ist. Nördlich verläuft die namensgebende Queich und südlich der Birnbach, der am östlichen Ortsrand von rechts in erstere mündet. Die Fläche der früheren Gemeinde betrug 793,93 Hektar. Die heutige Gemarkungsfläche des Stadtteils beträgt 581 Hektar.

## Geschichte
Queichheim wurde vermutlich von einem Franken namens Cogich, Cogin oder Cogo gegründet, da in alten Handschriften der Abtei Weißenburg aus dem 7. Jahrhundert stets von einem Cogichheim oder Cogisheim die Rede ist. Mit an Sicherheit grenzender Wahrscheinlichkeit war mit dieser Bezeichnung das heutige Queichheim gemeint.
Funde von Steinsärgen, die beim Aushub der Baugrube für die evangelische Kirche im Jahr 1769 gemacht wurden, lassen auf eine Besiedlung in der vom 7. bis 8. Jahrhundert andauernden Merowingerzeit schließen. Später hat sich der obengenannte Name, der den Bewohnern ohne Bedeutung war, mutmaßlich in Queichheim – „Dorf an der Queich“ – umgewandelt.
In der ältesten Urkunde ist die Schenkung der bei Queichheim gelegenen Daumühlen durch den Bischof von Speyer Guntram an das Kloster Hördt verzeichnet. Hundert Jahre später hatte ein Diether von Queichheim im Ort eine Burg. Bis 1274 gehörte das im Entstehen begriffene Landau zur Pfarrei Queichheim. Während der frühen Neuzeit fiel der Ort an Frankreich.
Von 1798 bis 1814, als die Pfalz Teil der Französischen Republik (bis 1804) und anschließend Teil des Napoleonischen Kaiserreichs war, war Queichheim in den Kanton Landau eingegliedert. 1814 hatte der Ort insgesamt 575 Einwohner. Ein Jahr darauf wurde er Österreich zugeschlagen. Bereits ein Jahr später wechselte der Ort wie die gesamte Pfalz in das Königreich Bayern. Von 1818 bis 1862 gehörte die Gemeinde dem Landkommissariat Landau an; aus diesem ging das Bezirksamt Landau hervor.
Am 1. April 1937 wurde die bis dahin eigenständige Gemeinde Queichheim zusammen mit dem benachbarten Mörlheim nach Landau in der Pfalz eingemeindet, womit sie das gleichnamige Bezirksamt verließ.

## Politik

### Ortsbeirat
Für den Stadtteil Queichheim wurde ein Ortsbezirk gebildet. Dem Ortsbeirat gehören 15 Beiratsmitglieder an, den Vorsitz im Ortsbeirat führt der direkt gewählte Ortsvorsteher.
Bei der Kommunalwahl am 9. Juni 2024 wurden die Beiratsmitglieder in einer personalisierten Verhältniswahl gewählt. Die Sitzverteilung im gewählten Ortsbeirat:
| Wahl | SPD | CDU | Grüne | FWG | UBFL | Gesamt   |
| ---- | --- | --- | ----- | --- | ---- | -------- |
| 2024 | 5   | 7   | 3     | –   | –    | 15 Sitze |
| 2019 | 3   | 6   | 4     | 2   | –    | 15 Sitze |
| 2014 | 4   | 7   | 1     | 1   | 2    | 15 Sitze |
| 2009 | 4   | 7   | 1     | –   | 3    | 15 Sitze |

- FWG = Freie Wählergruppe Landau e. V.
- UBFL = Unabhängiges Bürgerforum Landau

### Ortsvorsteher
Ortsvorsteher ist Adrian Koder-Horsten von der SPD. Er gewann eine Stichwahl am 23. Juni 2024 mit einem Stimmenanteil von 55,6 % gegen seinen Vorgänger Jürgen Doll (CDU), nachdem bei der Kommunalwahl am 9. Juni 2024 keiner der Kandidaten eine ausreichende Mehrheit erreichte. Er übernahm sein Amt bei der konstituierenden Sitzung des neuen Ortsbeirats am 5. September 2024.

### Wappen
| Wappen von Queichheim | Blasonierung: „In Grün der goldene Großbuchstabe Q.“ |
| Wappen von Queichheim |                                                      |

## Kultur

### Bauwerke
Kulturdenkmäler
Vor Ort befinden sich insgesamt zehn Objekte, die unter Denkmalschutz stehen.
Sonstige Bauwerke
In Queichheim befand sich einst eine gleichnamige Burg.

### Natur
Das Naturschutzgebiet Ebenberg erstreckt sich teilweise über die Gemarkung von Queichheim.

## Wirtschaft und Infrastruktur

### Verkehr
Schiene
Unmittelbar westlich des Ortes befinden sich der Landauer Hauptbahnhof samt dem Gelände des 1993 stillgelegten Bahnbetriebswerks Landau und die Bahnstrecke Neustadt–Wissembourg sowie die in diesem Bereich parallel zu ersterer verlaufende und bis 1996 eingestellte Bahnstrecke Landau–Herxheim.
Straße
Durch Queichheim verläuft die Landesstraße 509. Am östlichen Ortsrand verläuft die Bundesautobahn 65; dort befindet sich die Anschlussstelle Landau-Zentrum. Zudem führen die Buslinien 550 und 552 im Verkehrsverbund Rhein-Neckar durch den Ort.

### Institutionen

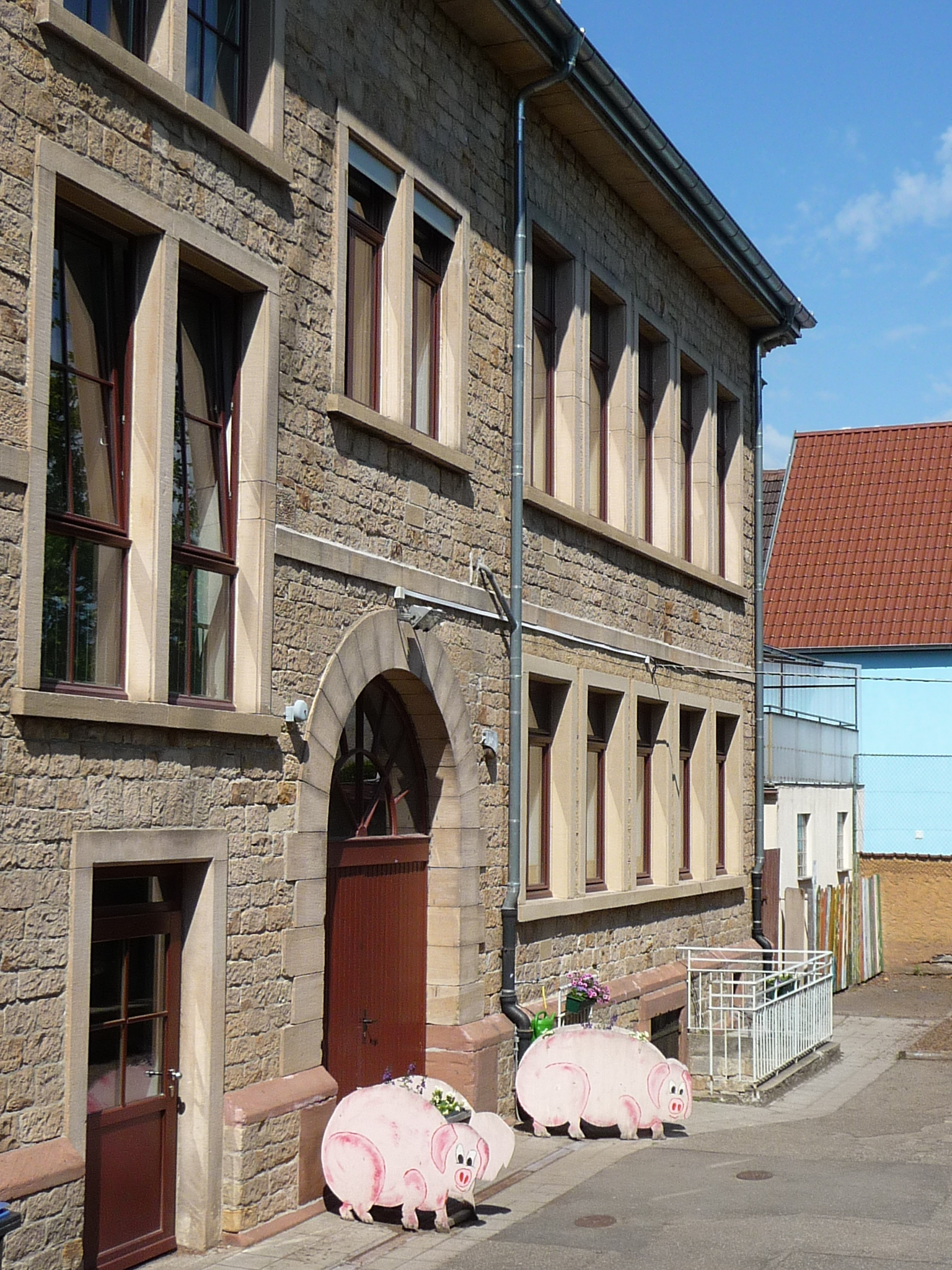
Michael-Ende-Schule

Vor Ort befindet sich die Michael-Ende-Schule.
Im Osten der Gemarkung liegt seit Anfang des 20. Jahrhunderts das Jugendwerk St. Joseph Landau-Queichheim.
Am 1. September 2022 wurde eine neue Feuerwehreinheit gegründet.

## Persönlichkeiten

### Söhne und Töchter des Ortes
- Johannes Birnbaum (1763–1832), Jurist und Gerichtspräsident in Zweibrücken (seit 1817 nobilitiert)
- Heinrich Jakob Fried (1802–1870), Maler
- Friedrich Trauth (gestorben 1932), Ökonomierat, Bürgermeister (1904–1909), Einsetzung von Strom und Wasserversorgung im Ort
- Jakob von Danner (1865–1942), bayerischer Generalleutnant

### Personen, die vor Ort gewirkt haben
- Johann Wilhelm Hannitz (~1713–1792), hochstift-speyerischer Oberförster, heiratete 1750 in Queichheim
- Nikolaus Moll (1879–1948), Priester, war von 1910 bis zu seinem Tod Direktor des örtlichen Jugenderziehungsheims
- Herbert Waldenberger (1935–2017), Politiker (CDU), starb vor Ort